# كيريل أندونوف
كيريل أندونوف هو لاعب كرة قدم بلغاري في مركز الدفاع، ولد في 1 نوفمبر 1967 في بلوفديف في بلغاريا. لعب مع سبارتاك بلوفديف ونادي بوتيف بلوفديف ونادي بيروي ستارا زاغورا ونادي لوكوموتيف بلوفديف ونادي ماريتسا بلوفديف.

## وصلات خارجية
- كيريل أندونوف على موقع الاتحاد الدولي (مؤرشف)  (الإنجليزية)